# Silay
Silay es una ciudad de la provincia de Negros Occidental, en Filipinas. Hasta el año 1856, las localidades actuales de Saravia y Escalante pertenecían a Silay.

## Geografía
Silay se encuentra en la costa norte de la isla, frente a la isla de Cebú, a unos 50 km de distancia de la ciudad de San Carlos y casi 100 de Bacolod, la capital.

## Barangays (Barrios)
Barangay I (Población) (Urban Division)
Barangay II (Población) (Urban Division)
Barangay III (cinco de Noviembre) (Población) (Urban Division)
Barangay IV (Población) (Urban Division)
Barangay V (Población) (Urban Division)
Barangay VI (Población) (Hawaiian) (Rural Division)
Eustaquio Lopez (Rural Division)
Guimbala-on (Rural Division)
Guinhalaran (Urban Division)
Kapitan Ramon (Rural Division)
Lantad (Rural Division)
Mambulac (Urban Division)
Rizal (Urban Division)
Bagtic (Rural Division)
Patag (Rural Division)
Balaring (Rural Division)